# Phyllota
Phyllota es un género de plantas con flores perteneciente a la familia Fabaceae. Es originaria de Australia.

## Especies
- Especies incluidas:[1]
- Phyllota barbata  Benth.
- Phyllota diffusa (Hook.f.) F.Muell.
- Phyllota gracilis Turcz.
- Phyllota grandiflora Benth.
- Phyllota humifusa A.Cunn. ex Benth.
- Phyllota humilis S.Moore
- Phyllota luehmannii F.Muell.
- Phyllota phylicoides (Sieber ex DC.) Benth.
- Phyllota pleurandroides F.Muell.
- Phyllota remota J.H.Willis
- Phyllota squarrosa (DC.) Benth.